# Marathon van Praag 2001
De marathon van Praag 2001 werd gelopen op zondag 20 mei 2001. Het was de zevende editie van de marathon van Praag. De Tanzaniaan Andrew Sambu finishte bij de mannen als eerste in 2:10.14. De Italiaanse Maura Viceconte zegevierde bij de vrouwen in 2:26.33.
Deze editie was eveneens het toneel van de Tsjechische kampioenschappen. Deze titels werden gewonnen door respectievelijk Jan Bláha (negende in 2:15.54) en Alena Peterková (derde in 2:37.07).
In totaal finishten 2641 marathonlopers, waarvan 311 vrouwen.

## Uitslagen

### Mannen
| rang   | naam                 | land | tijd    |
| ------ | -------------------- | ---- | ------- |
| Goud   | Andrea Sipe          | TAN  | 2:10.14 |
| Zilver | David Ngetich        | KEN  | 2:10.19 |
| Brons  | William Kiplagat     | KEN  | 2:10.29 |
| 4      | Barnabus Rutto       | KEN  | 2:11.06 |
| 5      | Eliud Kering         | KEN  | 2:11.11 |
| 6      | Andrey Naumov        | UKR  | 2:12.31 |
| 7      | Adam Dobrzynski      | POL  | 2:15.06 |
| 8      | Joachim Nshimirimana | BDI  | 2:15.27 |
| 9      | Jan Bláha            | CZE  | 2:15.54 |
| 10     | Benjamin Rotich      | KEN  | 2:15.55 |
| 11     | Elijah Korir         | KEN  | 2:16.23 |
| 12     | Simon Chemoiywo      | KEN  | 2:16.31 |
| 13     | Wilson Kibet         | KEN  | 2:17.01 |
| 14     | Andre-Luis Ramos     | BRA  | 2:17.09 |
| 15     | Pavel Novak          | CZE  | 2:17.11 |
| 16     | Wesley Chelule       | KEN  | 2:17.20 |
| 17     | João Lopes           | POR  | 2:19.23 |
| 18     | Samuel Molokome      | RSA  | 2:20.02 |
| 19     | Petr Klimes          | CZE  | 2:21.11 |
| 20     | Vaclav Zupa          | SVK  | 2:22.35 |
| 22     | Lameck Aguta         | KEN  | 2:24.14 |
| 24     | John Cherutich       | KEN  | 2:26.31 |
| 25     | Aleksandr Golovin    | RUS  | 2:26.45 |

### Vrouwen
| rang   | naam               | land | tijd    |
| ------ | ------------------ | ---- | ------- |
| Goud   | Maura Viceconte    | ITA  | 2:26.33 |
| Zilver | Jackline Cherotich | KEN  | 2:32.01 |
| Brons  | Alena Peterková    | CZE  | 2:37.07 |
| 4      | Hellen Kimaiyo     | KEN  | 2:40.48 |
| 5      | Ivana Martincova   | CZE  | 2:52.39 |
| 8      | Pavla Havlova      | CZE  | 3:05.10 |

1995 ·
1996 ·
1997 ·
1998 ·
1999 ·
2000 ·
2001 ·
2002 ·
2003 ·
2004 ·
2005 ·
2006 ·
2007 ·
2008 ·
2009 ·
2010 ·
2011 ·
2012 ·
2013 ·
2014 ·
2015 ·
2016 ·
2017